# EP u softbolu za žene Divizije "A" 2001.
12. EP u softbolu za žene Divizije "A" se održalo u Češkoj, u Pragu, od 30. srpnja do 4. kolovoza 2001.

## Konačna ljestvica
| Mj. | Država     |
| --- | ---------- |
| 1.  | Italija    |
| 2.  | Češka      |
| 3.  | Nizozemska |
| 4.  | Rusija     |
| 5.  | Španjolska |
| 6.  | Njemačka   |
| 7.  | Danska     |
| 8.  | Belgija    |